# Občina Mikleuš
Občina Mikleuš je ena izmed občin na Hrvaškem katere središče je istoimensko naselje v virovitiško-podravski županiji.

## Geografija
Občino s površino 35,29 km² sestavlja  5 naselij.

## Demografija
V petih naseljih je leta 2001 živelo 1.678 prebivalcev.

## Naselja v občini
Balinci, Borik, Četekovac, Čojlug, Mikleuš